# إبراهيم عوض (مغني)
إبراهيم عوض فنان ومطرب سوداني ولد في حي العرب بغرب أم درمان في عام 1933 وظهر كمطرب في عام 1953 وله أكثر من 150 أغنية عرف باسم الفنان الذرى.

## المراحل التعليمية
التحق في طفولته بخلوة الشيخ عبد الله الثوري، ثم انتقل الي مدرسة الشريف عمر الثوري الأولية.

## المناصب الادارية والوظائف
عمل في بيع المنحوتات الخشبية، ثم عمل بورشة ناصر بشير لصناعة ابواب الحديد، وتعلم مهنة البرادة والخراطة.

## شعراء تغنى بكلماتهم
تغنى لكثير من الشعراء 
- عبد الرحمن الريح [3]

- إبراهيم الرشيد
- الطاهر إبراهيم
- سيف الدين الدسوقي (شاعر)

## اغانى تغنى بها[2]
الاغاني المسجلة لابراهيم عوض لدى الإذاعة السودانية عددها 63 أغنية، علي النحو التالي:
- ليه يا قاسي [4]
- تحيه الشروق
- بسمة الايام
- أيامي الحلوة
- العيد
- آه ياناري
- دايما مساهر ليه
- أبوعيون كحيلة
- ليالي لقانا
- هيجتني الذكرى
- أسرار العيون
- متين ياربي
- كيف ألقى سيد روحي
- حبيبي جنّني
- ألم الفراق
- بعد الوداع
- هوى الروح
- مهما تغيب
- غصبا عني
- أبيت الناس
- لو بعدي بيرضيه
- عزيز دنياي
- متين ياروحي نتلاقى
- فارقيه دربي
- تشاركي حياتي
- ليه تظلمني
- عهود
- الذكرى الجميلة
- سهرت عيني
- حرمت عيوني (ياخاين)
- وسيم الطلعة
- سحابة صيف
- لو داير تسيبنا
- لو مشتاق
- صوت فلسطين
- وشاية
- يازمن
- غالي علي
- أبقى ظالم
- المصير[5]
- السودان
- المرأى الجميل
- مدة تانية
- كفاح شعب
- مين قساك
- ليه بتسأل
- قاصدني مامخليني
- ياوطن
- زهرة، تذكار عزيز
- دنيا غريبة
- جمال الثوار